# 아시아눅스
아시아눅스(Asianux)는 대한민국·중화인민공화국·일본·베트남·타이·스리랑카의 소프트웨어 기업이 전략적 제휴로 개발한 리눅스 배포판이다. 현재 개발이 중단되어 미러클 리눅스로 이전되었으며 최신 버전은 아시아눅스3 GA 버전이다.
개발에 참여한 각국의 기업은 다음과 같다.
- 대한민국: 한글과컴퓨터
- 중화인민공화국: 훙치 리눅스
- 일본: 미러클 리눅스
- 베트남: 비엣 소프트웨어
- 타이: 더블유텍
- 스리랑카: 엔터프라이즈 테크놀로지

## 같이 보기
- 한글과컴퓨터
- 구름 플랫폼
- 한컴 구름